# Gotthartsberg
Gotthartsberg (früher auch Gottlosberg) ist ein Ortsteil und eine Katastralgemeinde der Marktgemeinde Würmla in Niederösterreich.

## Geografie
Der Weiler an der Landesstraße L2281 besteht im Wesentlichen aus einem großen landwirtschaftlichen Anwesen. Im Norden über dem Ort liegt der Grunddorfer Berg (299 m ü. A.).

## Geschichte
Laut Adressbuch von Österreich waren im Jahr 1938 in Gotthartsberg keine Gewerbetreibenden ansässig. Bis zur Eingemeindung nach Würmla war der Ort ein Teil der damaligen Gemeinde Murstetten.